# Liste der Nummer-eins-Hits in Tschechien (2014)
Dies ist eine Liste der Nummer-eins-Hits in Tschechien im Jahr 2014. Sie basiert auf den Auswertungen der IFPI ČR, der nationalen Vertretung der tschechischen Musikindustrie. Grundlage sind die Albums Top 100 – bis Woche 23 Top 50 Prodejní (Verkaufscharts) für Alben. Die Singles basieren auf den Radio Top 100 Oficiální. Seit der 18. Woche werden zusätzlich die Singles Digital Top 100 ermittelt.

## Singles
| ← 2013 ← | Liste der Nummer-eins-Hits in Tschechien (Radio Top 100) | Liste der Nummer-eins-Hits in Tschechien (Radio Top 100) | Liste der Nummer-eins-Hits in Tschechien (Radio Top 100)                                                                       | 2015 → |
| \| Zeitraum \| Wo. ges. \| Interpret \| Titel Autor(en) \| Zusätzliche Informationen \| \| (Zeitraum, Wochen auf Platz eins, Interpret, Titel, Autor[en], zusätzliche Informationen) \| \| \| \| \| \| ----------------------------------------------------------------------------------------- \| -------- \| ------------------------------ \| ------------------------------------------------------------------------------------------------------------------------------ \| ------------------------------------------------------------------------------------------------------------------------------------------------------------- \| \| 40. Woche 2013 – 2. Woche 2014 15 Wochen \| 15 \| Kryštof & Tomáš Klus \| Cesta \| – \| \| 3.–8. Woche 6 Wochen \| 6 \| Avicii \| Hey Brother Tim Bergling, Ash Pournouri, Vincent Pontare, Dan Tyminski \| – \| \| 9.–12. Woche 4 Wochen \| 4 \| Pharrell Williams \| Happy Pharrell Williams \| – \| \| 13.–17. Woche 5 Wochen \| 5 \| Milky Chance \| Stolen Dance Clemens Rehbein, Philipp Dausch \| – \| \| 18. Woche 1 Woche (insgesamt 2) \| 2 \| Faul & Wad Ad vs. Pnau \| Changes Peter Mayes, Nick Littlemore, Sam Littlemore \| – \| \| 19. Woche 1 Woche \| 1 \| Clean Bandit feat. Jess Glynne \| Rather Be James Napier, Jack Patterson, Grace Chatto, Nicole Marshall \| – \| \| 20.–21. Woche 2 Wochen \| 2 \| Klingande \| Jubel Cédric Steinmyller, Edgar Catry \| – \| \| 22. Woche 1 Woche (insgesamt 2) \| 2 \| Faul & Wad Ad vs. Pnau \| Changes Peter Mayes, Nick Littlemore, Sam Littlemore \| – \| \| 23. Woche 1 Woche \| 1 \| Avicii \| Addicted to You Mac Davis, Tim Bergling, Ash Pournouri, Josh Krajcik \| Bereits der dritte Nummer-eins-Hit des schwedischen DJs aus seinem Album True; das Album selbst kam in vier Chartwochen nicht über Platz 35 hinaus. \| \| 24.–25. Woche 2 Wochen \| 2 \| Mr. Probz \| Waves (Robin Schulz Remix) Dennis Princewell Stehr \| Nach Jubel und Changes ist Waves die dritte Nummer eins, die ihren Ursprung im Nachbarland Deutschland hatte und zuvor dort an der Chartspitze gestanden hat. \| \| 26. Woche 1 Woche \| 1 \| Chinaski \| Hlavolam \| – \| \| 27.–30. Woche 4 Wochen (insgesamt 14) \| 14 \| Xindl X \| V blbým věku \| – \| \| 31. Woche 1 Woche (insgesamt 2) \| 2 \| George Ezra \| Budapest Joel Pott, George Ezra \| – \| \| 32. Woche 1 Woche (insgesamt 14) \| 14 \| Xindl X \| V blbým věku \| – \| \| 33. Woche 1 Woche (insgesamt 2) \| 2 \| George Ezra \| Budapest Joel Pott, George Ezra \| – \| \| 34.–42. Woche 9 Wochen (insgesamt 14) \| 14 \| Xindl X \| V blbým věku \| – \| \| 43.–44. Woche 2 Wochen \| 2 \| David Guetta feat. Sam Martin \| Lovers on the Sun David Guetta, Michael Einziger, Giorgio Tuinfort, Tim Bergling, Sam Martin, Jason Evigan, Frederic Riesterer \| – \| \| 45.–48. Woche 4 Wochen (insgesamt 8) \| 8 \| Chinaski \| Víno \| – \| \| 49. Woche 1 Woche \| 1 \| Charli XCX \| Boom Clap Patrik Berger, Stefan Gräslund, Fredrik Berger, Charlotte Aitchison \| – \| \| 50. Woche 1 Woche \| 1 \| Marlon Roudette \| When the Beat Drops Out Marlon Roudette, Jamie Hartman \| – \| \| 51. Woche 2014 – 2. Woche 2015 4 Wochen (insgesamt 8) \| 8 \| Chinaski \| Víno \| – \| |                                                          |                                                          | | |
| ← 2013 |                                                          |                                                          | | → 2015 → |
| Zeitraum | Wo. ges.                                                 | Interpret                                                | Titel Autor(en) | Zusätzliche Informationen |
| (Zeitraum, Wochen auf Platz eins, Interpret, Titel, Autor[en], zusätzliche Informationen) |                                                          |                                                          | | |
| 40. Woche 2013 – 2. Woche 2014 15 Wochen | 15                                                       | Kryštof & Tomáš Klus                                     | Cesta | – |
| 3.–8. Woche 6 Wochen | 6                                                        | Avicii                                                   | Hey Brother Tim Bergling, Ash Pournouri, Vincent Pontare, Dan Tyminski                                                         | – |
| 9.–12. Woche 4 Wochen | 4                                                        | Pharrell Williams                                        | Happy Pharrell Williams | – |
| 13.–17. Woche 5 Wochen | 5                                                        | Milky Chance                                             | Stolen Dance Clemens Rehbein, Philipp Dausch                                                                                   | – |
| 18. Woche 1 Woche (insgesamt 2) | 2                                                        | Faul & Wad Ad vs. Pnau                                   | Changes Peter Mayes, Nick Littlemore, Sam Littlemore                                                                           | – |
| 19. Woche 1 Woche | 1                                                        | Clean Bandit feat. Jess Glynne                           | Rather Be James Napier, Jack Patterson, Grace Chatto, Nicole Marshall                                                          | – |
| 20.–21. Woche 2 Wochen | 2                                                        | Klingande                                                | Jubel Cédric Steinmyller, Edgar Catry                                                                                          | – |
| 22. Woche 1 Woche (insgesamt 2) | 2                                                        | Faul & Wad Ad vs. Pnau                                   | Changes Peter Mayes, Nick Littlemore, Sam Littlemore                                                                           | – |
| 23. Woche 1 Woche | 1                                                        | Avicii                                                   | Addicted to You Mac Davis, Tim Bergling, Ash Pournouri, Josh Krajcik                                                           | Bereits der dritte Nummer-eins-Hit des schwedischen DJs aus seinem Album True; das Album selbst kam in vier Chartwochen nicht über Platz 35 hinaus.           |
| 24.–25. Woche 2 Wochen | 2                                                        | Mr. Probz                                                | Waves (Robin Schulz Remix) Dennis Princewell Stehr                                                                             | Nach Jubel und Changes ist Waves die dritte Nummer eins, die ihren Ursprung im Nachbarland Deutschland hatte und zuvor dort an der Chartspitze gestanden hat. |
| 26. Woche 1 Woche | 1                                                        | Chinaski                                                 | Hlavolam | – |
| 27.–30. Woche 4 Wochen (insgesamt 14) | 14                                                       | Xindl X                                                  | V blbým věku | – |
| 31. Woche 1 Woche (insgesamt 2) | 2                                                        | George Ezra                                              | Budapest Joel Pott, George Ezra                                                                                                | – |
| 32. Woche 1 Woche (insgesamt 14) | 14                                                       | Xindl X                                                  | V blbým věku | – |
| 33. Woche 1 Woche (insgesamt 2) | 2                                                        | George Ezra                                              | Budapest Joel Pott, George Ezra                                                                                                | – |
| 34.–42. Woche 9 Wochen (insgesamt 14) | 14                                                       | Xindl X                                                  | V blbým věku | – |
| 43.–44. Woche 2 Wochen | 2                                                        | David Guetta feat. Sam Martin                            | Lovers on the Sun David Guetta, Michael Einziger, Giorgio Tuinfort, Tim Bergling, Sam Martin, Jason Evigan, Frederic Riesterer | – |
| 45.–48. Woche 4 Wochen (insgesamt 8) | 8                                                        | Chinaski                                                 | Víno | – |
| 49. Woche 1 Woche | 1                                                        | Charli XCX                                               | Boom Clap Patrik Berger, Stefan Gräslund, Fredrik Berger, Charlotte Aitchison                                                  | – |
| 50. Woche 1 Woche | 1                                                        | Marlon Roudette                                          | When the Beat Drops Out Marlon Roudette, Jamie Hartman                                                                         | – |
| 51. Woche 2014 – 2. Woche 2015 4 Wochen (insgesamt 8) | 8                                                        | Chinaski                                                 | Víno | – |

| ← 2013 ← | Liste der Nummer-eins-Hits in Tschechien (Singles Digital Top 100) | Liste der Nummer-eins-Hits in Tschechien (Singles Digital Top 100) | Liste der Nummer-eins-Hits in Tschechien (Singles Digital Top 100)      | 2015 →                    |
| \| Zeitraum \| Wo. ges. \| Interpret \| Titel Autor(en) \| Zusätzliche Informationen \| \| (Zeitraum, Wochen auf Platz eins, Interpret, Titel, Autor[en], zusätzliche Informationen) \| \| \| \| \| \| ----------------------------------------------------------------------------------------- \| -------- \| --------------------------------------- \| ----------------------------------------------------------------------- \| ------------------------- \| \| 18. Woche 1 Woche (insgesamt 2) \| 2 \| Pharrell Williams \| Happy Pharrell Williams \| – \| \| 19. Woche 1 Woche (insgesamt 12) \| 12 \| Calvin Harris \| Summer Calvin Harris \| – \| \| 20. Woche 1 Woche \| 1 \| Clean Bandit feat. Jess Glynne \| Rather Be James Napier, Jack Patterson, Grace Chatto, Nicole Marshall \| – \| \| 21.–22. Woche 2 Wochen (insgesamt 12) \| 12 \| Calvin Harris \| Summer Calvin Harris \| – \| \| 23. Woche 1 Woche (insgesamt 2) \| 2 \| Pharrell Williams \| Happy Pharrell Williams \| – \| \| 24.–32. Woche 9 Wochen (insgesamt 12) \| 12 \| Calvin Harris \| Summer Calvin Harris \| – \| \| 33.–37. Woche 5 Wochen \| 5 \| Lilly Wood & the Prick and Robin Schulz \| Prayer in C (Robin Schulz Remix) Nili Hadida, Benjamin Cotto \| – \| \| 38.–42. Woche 5 Wochen \| 5 \| Calvin Harris feat. John Newman \| Blame Calvin Harris, John Newman, James Newman \| – \| \| 43.–44. Woche 2 Wochen \| 2 \| Taylor Swift \| Shake It Off Max Martin, Shellback, Taylor Swift \| – \| \| 45.–46. Woche 2 Wochen \| 2 \| Avicii \| The Days Brandon Flowers, Salem Al Fakir, Tim Bergling, Vincent Pontare \| – \| \| 47.–49. Woche 3 Wochen \| 3 \| Calvin Harris feat. Ellie Goulding \| Outside Calvin Harris, Ellie Goulding \| – \| \| 50. Woche 2014 – 5. Woche 2015 8 Wochen \| 8 \| Hozier \| Take Me to Church Andrew Hozier-Byrne \| – \| |                                                                    |                                                                    |                                                                         |                           |
| ← 2013 |                                                                    |                                                                    |                                                                         | → 2015 →                  |
| Zeitraum | Wo. ges.                                                           | Interpret                                                          | Titel Autor(en)                                                         | Zusätzliche Informationen |
| (Zeitraum, Wochen auf Platz eins, Interpret, Titel, Autor[en], zusätzliche Informationen) |                                                                    |                                                                    |                                                                         |                           |
| 18. Woche 1 Woche (insgesamt 2) | 2                                                                  | Pharrell Williams                                                  | Happy Pharrell Williams                                                 | –                         |
| 19. Woche 1 Woche (insgesamt 12) | 12                                                                 | Calvin Harris                                                      | Summer Calvin Harris                                                    | –                         |
| 20. Woche 1 Woche | 1                                                                  | Clean Bandit feat. Jess Glynne                                     | Rather Be James Napier, Jack Patterson, Grace Chatto, Nicole Marshall   | –                         |
| 21.–22. Woche 2 Wochen (insgesamt 12) | 12                                                                 | Calvin Harris                                                      | Summer Calvin Harris                                                    | –                         |
| 23. Woche 1 Woche (insgesamt 2) | 2                                                                  | Pharrell Williams                                                  | Happy Pharrell Williams                                                 | –                         |
| 24.–32. Woche 9 Wochen (insgesamt 12) | 12                                                                 | Calvin Harris                                                      | Summer Calvin Harris                                                    | –                         |
| 33.–37. Woche 5 Wochen | 5                                                                  | Lilly Wood & the Prick and Robin Schulz                            | Prayer in C (Robin Schulz Remix) Nili Hadida, Benjamin Cotto            | –                         |
| 38.–42. Woche 5 Wochen | 5                                                                  | Calvin Harris feat. John Newman                                    | Blame Calvin Harris, John Newman, James Newman                          | –                         |
| 43.–44. Woche 2 Wochen | 2                                                                  | Taylor Swift                                                       | Shake It Off Max Martin, Shellback, Taylor Swift                        | –                         |
| 45.–46. Woche 2 Wochen | 2                                                                  | Avicii                                                             | The Days Brandon Flowers, Salem Al Fakir, Tim Bergling, Vincent Pontare | –                         |
| 47.–49. Woche 3 Wochen | 3                                                                  | Calvin Harris feat. Ellie Goulding                                 | Outside Calvin Harris, Ellie Goulding                                   | –                         |
| 50. Woche 2014 – 5. Woche 2015 8 Wochen | 8                                                                  | Hozier                                                             | Take Me to Church Andrew Hozier-Byrne                                   | –                         |

## Alben
| ← 2013 ← | Liste der Nummer-eins-Hits in Tschechien | Liste der Nummer-eins-Hits in Tschechien | Liste der Nummer-eins-Hits in Tschechien | 2015 → |
| \| Zeitraum \| Wo. ges. \| Interpret \| Titel \| Zusätzliche Informationen \| \| (Zeitraum, Wochen auf Platz eins, Interpret, Titel, zusätzliche Informationen) \| \| \| \| \| \| ------------------------------------------------------------------------------ \| -------- \| ---------------------------------- \| -------------------------------- \| ------------------------------------------------------------------------------------------------------------------------------------------------------------------------------------------------------------------------------------------------------------------------------ \| \| 49. Woche 2013 – 2. Woche 2014 6 Wochen (insgesamt 9) \| 9 \| Michal Horáček \| Český kalendář \| Mit Ohrožený druh hatte der singende Poet eines der erfolgreichsten Alben der letzten Jahre abgeliefert, fünf Jahre später kehrt er mit einem Soloalbum an die Spitze der tschechischen Charts zurück, zwei weitere Male stand er mit Alben mit Gesangspartner auf Platz eins. \| \| 3.–4. Woche 2 Wochen \| 2 \| Bruce Springsteen \| High Hopes \| – \| \| 5. Woche 1 Woche \| 1 \| Eva Olmerová \| Já hledám štěstí (Zlatá kolekce) \| – \| \| 6. Woche 1 Woche \| 1 \| Within Temptation \| Hydra \| – \| \| 7.–8. Woche 2 Wochen \| 2 \| Kontrafakt \| Navždy \| – \| \| 9. Woche 1 Woche \| 1 \| Jiří Šlitr \| Šlitr zpívá Šlitra \| – \| \| 10. Woche 1 Woche \| 1 \| Jaromír Nohavica \| Jarek Nohavica a přátelé \| – \| \| 11.–12. Woche 2 Wochen \| 2 \| Radůza \| Gaia \| – \| \| 13.–21. Woche 9 Wochen (insgesamt 15) \| 15 \| Tomáš Klus \| Proměnamě \| – \| \| 22.–23. Woche 2 Wochen \| 2 \| Coldplay \| Ghost Stories \| – \| \| 24. Woche 1 Woche (insgesamt 15) \| 15 \| Tomáš Klus \| Proměnamě \| – \| \| 25. Woche 1 Woche \| 1 \| Linkin Park \| The Hunting Party \| – \| \| 26.–28. Woche 3 Wochen \| 3 \| Iveta Bartošová \| Iveta naposledy \| Posthumer Erfolg für den Popstar der späten 1980er und 90er Jahre, der zuletzt mehr in der Klatschpresse als in den Charts zu finden war. Mit 48 Jahren nahm sie sich das Leben. \| \| 29. Woche 1 Woche (insgesamt 15) \| 15 \| Tomáš Klus \| Proměnamě \| – \| \| 30. Woche 1 Woche \| 1 \| Judas Priest \| Redeemer of Souls \| – \| \| 31.–34. Woche 4 Wochen (insgesamt 15) \| 15 \| Tomáš Klus \| Proměnamě \| – \| \| 35. Woche 1 Woche \| 1 \| Rolling Stones \| Stripped \| – \| \| 36.–39. Woche 4 Wochen (insgesamt 10) \| 10 \| (Soundtrack) \| Tři bratři \| – \| \| 40.–41. Woche 2 Wochen \| 2 \| Leonard Cohen \| Popular Problems \| – \| \| 42. Woche 1 Woche \| 1 \| U2 \| Songs of Innocence \| – \| \| 43. Woche 1 Woche \| 1 \| Michal Horáček & František Segrado \| Segrado \| – \| \| 44.–45. Woche 2 Wochen \| 2 \| Chinaski \| Rockfield \| – \| \| 46.–49. Woche 4 Wochen \| 4 \| Pink Floyd \| The Endless River \| – \| \| 50.–52. Woche 3 Wochen (insgesamt 4) \| 4 \| Aneta Langerová \| Na radosti \| – \| |                                          |                                          |                                          | |
| ← 2013 |                                          |                                          |                                          | → 2015 → |
| Zeitraum | Wo. ges.                                 | Interpret                                | Titel                                    | Zusätzliche Informationen |
| (Zeitraum, Wochen auf Platz eins, Interpret, Titel, zusätzliche Informationen) |                                          |                                          |                                          | |
| 49. Woche 2013 – 2. Woche 2014 6 Wochen (insgesamt 9) | 9                                        | Michal Horáček                           | Český kalendář                           | Mit Ohrožený druh hatte der singende Poet eines der erfolgreichsten Alben der letzten Jahre abgeliefert, fünf Jahre später kehrt er mit einem Soloalbum an die Spitze der tschechischen Charts zurück, zwei weitere Male stand er mit Alben mit Gesangspartner auf Platz eins. |
| 3.–4. Woche 2 Wochen | 2                                        | Bruce Springsteen                        | High Hopes                               | – |
| 5. Woche 1 Woche | 1                                        | Eva Olmerová                             | Já hledám štěstí (Zlatá kolekce)         | – |
| 6. Woche 1 Woche | 1                                        | Within Temptation                        | Hydra                                    | – |
| 7.–8. Woche 2 Wochen | 2                                        | Kontrafakt                               | Navždy                                   | – |
| 9. Woche 1 Woche | 1                                        | Jiří Šlitr                               | Šlitr zpívá Šlitra                       | – |
| 10. Woche 1 Woche | 1                                        | Jaromír Nohavica                         | Jarek Nohavica a přátelé                 | – |
| 11.–12. Woche 2 Wochen | 2                                        | Radůza                                   | Gaia                                     | – |
| 13.–21. Woche 9 Wochen (insgesamt 15) | 15                                       | Tomáš Klus                               | Proměnamě                                | – |
| 22.–23. Woche 2 Wochen | 2                                        | Coldplay                                 | Ghost Stories                            | – |
| 24. Woche 1 Woche (insgesamt 15) | 15                                       | Tomáš Klus                               | Proměnamě                                | – |
| 25. Woche 1 Woche | 1                                        | Linkin Park                              | The Hunting Party                        | – |
| 26.–28. Woche 3 Wochen | 3                                        | Iveta Bartošová                          | Iveta naposledy                          | Posthumer Erfolg für den Popstar der späten 1980er und 90er Jahre, der zuletzt mehr in der Klatschpresse als in den Charts zu finden war. Mit 48 Jahren nahm sie sich das Leben.                                                                                               |
| 29. Woche 1 Woche (insgesamt 15) | 15                                       | Tomáš Klus                               | Proměnamě                                | – |
| 30. Woche 1 Woche | 1                                        | Judas Priest                             | Redeemer of Souls                        | – |
| 31.–34. Woche 4 Wochen (insgesamt 15) | 15                                       | Tomáš Klus                               | Proměnamě                                | – |
| 35. Woche 1 Woche | 1                                        | Rolling Stones                           | Stripped                                 | – |
| 36.–39. Woche 4 Wochen (insgesamt 10) | 10                                       | (Soundtrack)                             | Tři bratři                               | – |
| 40.–41. Woche 2 Wochen | 2                                        | Leonard Cohen                            | Popular Problems                         | – |
| 42. Woche 1 Woche | 1                                        | U2                                       | Songs of Innocence                       | – |
| 43. Woche 1 Woche | 1                                        | Michal Horáček & František Segrado       | Segrado                                  | – |
| 44.–45. Woche 2 Wochen | 2                                        | Chinaski                                 | Rockfield                                | – |
| 46.–49. Woche 4 Wochen | 4                                        | Pink Floyd                               | The Endless River                        | – |
| 50.–52. Woche 3 Wochen (insgesamt 4) | 4                                        | Aneta Langerová                          | Na radosti                               | – |